# Gaspar de Portolá
Gaspar de Portolà i Rovira (Os de Balaguer, 1716 - Lérida, 1786) foi um nobre de nascimento e Governador colonial.
Serviu no exército espanhol em Itália e Portugal antes de ser nomeado governador de Las Californias (1768-1770). 
Em 1767 o vice-rei da Nova Espanha, seguindo o mandato de Carlos III, ordenou a prisão e deportação de todos os sacerdotes jesuítas. Gaspar de Portolá, recém nomeado governador, foi o responsável pela expulsão dos missionários da península da Baixa Califórnia, onde tinham estabelecido 14 missões em 72 anos. Tais missões foram entregues aos franciscanos e mais tarde aos dominicanos.
Chefiou uma expedição que explorou as costas da Califórnia.